# Jan Nagiel
Jan Nagiel (ur. 26 września 1894 w Częstochowie, zm. 7 sierpnia 1920 w Dorohusku) – starszy szeregowy Wojska Polskiego. Uczestnik wojny polsko-bolszewickiej, kawaler Orderu Virtuti Militari.

## Życiorys
Był synem Aleksandra i Łucji z Rakfałów. Absolwent Szkoły Ludowej, pracował jako murarz. Od 28 listopada 1918 służył w Wojsku Polskim, przydzielony do 7 kompanii 27 pułku piechoty. Walczył jego szeregach na froncie wojny polsko-bolszewickiej. Wyróżnił się w czerwcu 1920 w walkach pod Wołodarką przeciwko Armii Konnej Budionnego, wykonując ochotniczo zadanie zwiadowcze pod ostrzałem nieprzyjaciela, został za to odznaczony Krzyżem Srebrnym Wojskowego Orderu Virtuti Militari (pośmiertnie w 1921). Zginął 7 sierpnia 1920 w Dorohusku i tam został pochowany.
Był kawalerem.

## Ordery i odznaczenia
- Krzyż Srebrny Orderu Wojskowego Virtuti Militari nr 1266[1]